# Condado de Angelina
El condado de Angelina es uno de los 254 condados del estado estadounidense de Texas. La sede del condado es Lufkin, al igual que su mayor ciudad. El condado tiene un área de 2.239 km² (de los cuales 63 km² están cubiertos por agua) y una población de 80.130 habitantes, para una densidad de población de 39 hab/km² (según censo nacional de 2000). Este condado fue fundado el 22 de abril de 1846.

## Demografía
Según el censo de 2000, había 80.130 personas, 28.685 cabezas de familia, y 21.255 familias residiendo en el condado. La densidad de población era de 100 habitantes por milla cuadrada.
La composición racial del condado era:
- 75,10% blancos
- 14,72% negros o negros americanos
- 0,30% nativos americanos
- 0,67% asiáticos
- 0,02% isleños
- 7,77% otras razas
- 1,42% de dos o más razas.

Había 28.685 cabezas de familia, de las cuales el 36,10% tenían menores de 18 años viviendo con ellas, el 57,80% eran parejas casadas viviendo juntas, el 12,30% eran mujeres cabeza de familia monoparental (sin cónyuge), y 25,90% no eran familias.
El tamaño promedio de una familia era de 3,18 miembros.
En el condado el 27,70% de la población tenía menos de 18 años, el 9,70% tenía de 18 a 24 años, el 28,60% tenía de 25 a 44, el 21,50% de 45 a 64, y el 12,60% eran mayores de 65 años. La edad promedio era de 34 años. Por cada 100 mujeres había 96,40 hombres. Por cada 100 mujeres mayores de 18 años había 93,70 hombres.

## Economía
Los ingresos medios de una cabeza de familia del condado eran de USD$33.806 y el ingreso medio familiar era de $39.505. Los hombres tenían unos ingresos medios de $30.373 frente a $20.221 de las mujeres. El ingreso per cápita del condado era de $15.876. El 12,40% de las familias y el 15,80% de la población estaban debajo de la línea de pobreza. Del total de gente en esta situación, 21,90% tenían menos de 18 y el 12,30% tenían 65 años o más.